# Strombomonas
Strombomonas is een geslacht in de taxonomische indeling van de Euglenozoa. Deze micro-organismen zijn eencellig en meestal rond de 15-40 mm groot. Het organisme behoort tot de familie Euglenaceae. Strombomonas werd in 1930 ontdekt door Deflandre.